# جائزة البرتغال الكبرى للدراجات النارية 2006
جائزة البرتغال الكبرى للدراجات النارية 2006 هو سباق دراجات نارية أقيم بتاريخ 15 أكتوبر 2006. كان الجولة السادسة عشر من أصل 17 في سباق الجائزة الكبرى للدراجات النارية موسم 2006. فاز الإسباني توني إلياس بفئة الموو جي بي وجاء الإيطالي فالنتينو روسي ثانيا.

## وصلات خارجية
- الموقع الرسمي